# Nyctimenius subsericea
Nyctimenius subsericea là một loài bọ cánh cứng trong họ Cerambycidae.